# Gertie Potter
Gertie Potter, nata Gertrude Potter (Suffolk, 1895 – ...), è stata un'attrice inglese, una delle prime attrici bambine del cinema muto, attiva tra il 1905 e il 1910.
Al suo fianco, appaiono con una certa frequenza come attori bambini anche la sorella Hetty Potter e il fratello Bertie Potter.

## Biografia
I fratelli Potter (Hetty, Gertie e Bertie) sono tra i primi attori bambini professionisti del cinema muto. I primi bambini a comparire in cortometraggi erano stati i figli di registi, 
coinvolti dai loro padri nella realizzazione di brevi filmati: Andrée e Suzanne Lumière e i loro cuginetti Marcel e Madeleine Koehler in Francia, o Alan e Colin Williamson e Harold e Dorothy Smith in Inghilterra. A differenza di loro, Tom e Stuart Williamson, Kenneth Barker, i fratelli Potter e quindi Alma Taylor e Chrissie White sono già dei piccoli professionisti che in Inghilterra lavorano all'interno di aziende complesse. Nel giro di soli pochi anni, da impresa familiare e artigianale il cinema si è trasformato in industria. 
Nata nel Suffolk nel 1895, Gertrude "Gertie" Potter è la meglio conosciuta tra i fratelli Potter. Debuttò nel cinema a dieci anni, insieme alla sorella Hetty, in Children v. Earthquakes - Earthquakes Preferred, un cortometraggio prodotto nel 1905 dalla Hepworth. 
Agli inizi, tra il 1905 e il 1906, Hetty le è preferita come interprete, ma ben presto Gertie diventò la più amata dal pubblico britannico del primo cinema muto. Graziosa, con i capelli scuri, fu protagonista di numerose pellicole prodotte da Cecil Hepworth, la maggior parte delle quali venne diretta da Lewin Fitzhamon. I film della Hepworth sono andati quasi tutti completamente distrutti. Tra quelli ancora esistenti, That Fatal Sneeze, interpretato da Gertie nel 1907, è stato rimasterizzato e pubblicato in DVD.
Tra il 1907 e il 1910, anche il fratello Bertie si unì alla sorella Gertie in tre cortometraggi, recitando in un'occasione anche da solo (The Professor's Antigravitational Fluid, 1908) e infine in supporto del duo di ragazzine adolescenti "Tilly & Sally" (Alma Taylor & Chrissie White), come anche la sorella fece l'anno successivo.
Gertie girò il suo ultimo film nel 1913, a diciotto anni, interpretando il ruolo di Cenerentola in Cinderella, un film sonorizzato con il sistema Vivaphone, sincronizzato dalla Columbia Records, dove venne diretta da Harry Buss. Nel 1907, aveva girato un altro Cinderella, sempre prodotto dalla Hepworth, ma dove aveva avuto il ruolo della fata.
Nessuno dei fratelli Potter proseguirà da adulto la carriera attoriale.

## Filmografia
- Children v. Earthquakes - Earthquakes Preferred, regia di Lewin Fitzhamon (1905) -- Gertie & Hetty
- Prehistoric Peeps, regia di Lewin Fitzhamon (1905) -- Hetty
- The Tramp's Dream, regia di Lewin Fitzhamon (1906) -- Hetty
- The Pirate Ship, regia di Lewin Fitzhamon (1906) -- Hetty
- Our New Policeman, regia di Lewin Fitzhamon (1906) -- Gertie & Hetty
- The Doll's Revenge, regia di Cecil M. Hepworth (1907) -- Gertie & Bertie
- That Fatal Sneeze, regia di Lewin Fitzhamon (1907) -- Gertie
- The Ghosts' Holiday, regia di Lewin Fitzhamon (1907) -- Gertie
- Dumb Sagacity, regia di Lewin Fitzhamon (1907) -- Gertie
- A Tramp's Dream of Wealth, regia di Lewin Fitzhamon (1907) -- Gertie
- A Soldier's Jealousy, regia di Lewin Fitzhamon (1907) -- Gertie
- A Modern Don Juan, regia di Lewin Fitzhamon (1907) -- Gertie
- The Heavenly Twins, regia di Lewin Fitzhamon (1907) -- Gertie
- Cinderella, regia di Lewin Fitzhamon (1907) -- Gertie
- Catching a Tartar, regia di Lewin Fitzhamon (1908) -- Gertie
- When Women Rule, regia di Lewin Fitzhamon (1908) -- Gertie
- Saved from a Terrible Death, regia di Lewin Fitzhamon (1908) -- Gertie
- The Pets' Tea Party, regia di Lewin Fitzhamon (1908) -- Gertie
- A Thoughtless Beauty, regia di Lewin Fitzhamon (1908) -- Gertie
- An Unfortunate Bathe, regia di Lewin Fitzhamon (1908) -- Gertie
- A Fascinating Game, regia di Lewin Fitzhamon (1908) -- Gertie
- The Schoolboys' Revolt, regia di Lewin Fitzhamon (1908) -- Gertie & Bertie
- The Professor's Antigravitational Fluid, regia di Lewin Fitzhamon (1908) -- Bertie
- The Nursemaid's Dream, regia di Lewin Fitzhamon (1908) -- Gertie
- The Beauty Competition, regia di Lewin Fitzhamon (1908) -- Gertie
- Why Girls Leave Home, regia di Lewin Fitzhamon (1909) -- Gertie
- The Scaramouches, regia di Lewin Fitzhamon (1910) -- Gertie & Bertie
- The Stowaway, regia di Lewin Fitzhamon (1910) -- Gertie
- Tilly the Tomboy Buys Linoleum, regia di Lewin Fitzhamon (1910) -- Bertie
- Tilly - Matchmaker, regia di Lewin Fitzhamon (1911) -- Gertie
- Cinderella, regia di Harry Buss (1913) -- Gertie